# Il tempo del coraggio e dell'amore
Il tempo del coraggio e dell'amore (El tiempo entre costuras) è una serie televisiva spagnola prodotta da Boomerang TV e ispirata al romanzo La notte ha cambiato rumore di María Dueñas.
La serie, composta da 11 episodi, è stata trasmessa su Antena 3 dal 21 ottobre 2013 al 20 gennaio 2014, mentre in Italia è stata rimontata in 8 episodi trasmessi in prima serata su Canale 5 dal 25 aprile al 10 giugno 2014.

## Trama
Sira Quiroga è una giovane sarta madrilena che lavora insieme alla madre Dolores nel negozio di alta moda diretto da Doña Manuela. Pochi mesi prima del colpo di stato del 1936, Sira abbandona il fidanzato Ignacio per seguire un uomo che conosce a malapena, Ramiro, il quale la convince a fare degli investimenti di denaro che li portano a trasferirsi a Tangeri.
All'inizio tutto va a meraviglia, ma ben presto Ramiro inizia a prendere le distanze da Sira e a sperperare il denaro che le era stato regalato dal suo ricco padre Gonzalo (del quale Sira ha scoperto l'identità solo poco tempo prima di partire). Un giorno Sira, tornando in hotel, ha una brutta sorpresa: Ramiro le ha rubato tutto il denaro e i gioielli che le rimanevano, lasciandole solo un biglietto d'addio e una serie di debiti e denunce.
Sira trova accoglienza a Tétouan (allora capitale del protettorato spagnolo del Marocco) grazie a Candelaria, la quale nota l'abilità della ragazza nel confezionare abiti e l'aiuta a creare un prestigioso laboratorio di alta moda finanziato illegalmente. Grazie a quest'attività, Sira incontra persone di rilievo che la spingono a diventare un'agente segreta, cambiando il suo nome in Arish Agoriuq e sfruttando le arti del suo mestiere per svolgere i compiti più pericolosi, finendo coinvolta in un mondo di spionaggio, cospirazione politica, sentimenti, intrighi e tradimento all'affacciarsi della seconda guerra mondiale.

## Produzione
Il romanzo originale di María Dueñas è ambientato nelle città di Madrid (Spagna), Tangeri, Tétouan (Marocco) e Lisbona (Portogallo). Questi stessi scenari sono stati scelti per registrare anche la maggior parte delle scene della serie, poiché una produzione di tale rilevanza come Il tempo del coraggio e dell'amore doveva assomigliare il più possibile alla storia, quindi la serie non è stata girata su nessun set costruito. Altre riprese sono state effettuate nelle città di Guadalajara, Toledo (Spagna), Estoril e Cascais (Portogallo).
Il budget è stimato intorno al mezzo milione di euro per episodio, molto più alto del costo di qualsiasi serie televisiva spagnola. La società di produzione lo giustifica con l'ottimo lavoro richiesto dalle scenografie e dai costumi.

## Colonna sonora
La colonna sonora, composta da César Benito, è stata pubblicata da MovieScore Media il 10 dicembre 2013.
1. Tema de Sira – 2:59
2. Madrid, 1922 – 5:28
3. Una Máquina de escribir – 0:55
4. Sus Pupilas Clavadas en las Mías – 4:40
5. Mi Madre y Yo, Dos Extrañas – 3:17
6. En Marruecos – 4:01
7. Al Borde del Abismo – 4:03
8. Candelaria "La Matutera" – 1:46
9. Trapicheos y Contrabando – 2:57
10. L'atelier – 1:48
11. Entre Costuras – 1:38
12. La Distinguida y Elegante Rosalinda Fox – 2:49
13. El Falso Delphos – 1:22
14. La Sombra del Tercer Reich – 2:32
15. Amor Entre Guerras – 1:54
16. Tensión en el Protectorado Español – 2:39
17. Agente Agoriuq – 1:29
18. Conspiración Británica – 2:06
19. Nas Ruas de Lisboa – 2:49
20. Misión: Escapar – 5:34
21. Modista, Espía, Amante y Mujer – 2:10
22. La Muerte en Cada Esquina – 2:02
23. Los Ecos de la Guerra – 2:38
24. Lección de Vida – 4:01
25. Final Abierto (Tema de Sira) – 2:14

## Riconoscimenti
- 2013 - Fotogrammi d'argento[5]
  - Miglior attrice televisiva ad Adriana Ugarte
- 2013 - Premios Zapping[6]
  - Miglior attore a Tristán Ulloa
  - Candidatura per il miglior attore a Peter Vives
  - Candidatura per la miglior attrice ad Adriana Ugarte
- 2014 - Premios Ondas[7]
  - Miglior interprete femminile in una fiction nazionale ad Adriana Ugarte
- 2014 - Premios Iris[8]
  - Miglior fiction
  - Miglior attrice ad Adriana Ugarte
  - Miglior regia
  - Miglior produzione a Gregorio Quintana, Emilio Pina, Ángeles Caballero y Reyes Baltanás
  - Miglior direzione della fotografia e illuminazione a Juan Molina Temboury
  - Miglior direzione artistica e scenografia a Luis Vallés e Bina Daigeler
  - Miglior musica per la televisione a César Benito
  - Candidatura per il miglior attore a Peter Vives
- 2014 - Unión de Actores y Actrices[9]
  - Miglior attrice protagonista per la televisione ad Adriana Ugarte
  - Miglior attore di reparto per la televisione a Tristán Ulloa
  - Miglior attrice non protagonista per la televisione a Elvira Mínguez
  - Miglior attrice non protagonista per la televisione a Carlos Santos
- 2014 - Festival de Televisión y Radio de Vitoria[10]
  - Miglior fiction